# Fissidens pseudofirmus
Fissidens pseudofirmus är en bladmossart som beskrevs av Iwatsuki 1987. Fissidens pseudofirmus ingår i släktet fickmossor, och familjen Fissidentaceae. Inga underarter finns listade i Catalogue of Life.